# حضارة موتشي
الموتشي (تُعرف باسم ثقافة الموتشيكا أو تشيمو المبكرة أو ما قبل تشيمو) وهي حضارة ازدهرت في شمال بيرو وعاصمتها هواكاس ديل سوليادي لا لونا (بالإسبانية: Huacas del Sol y de la Luna) الواقعة بالقرب من مدينة موتشي في مقاطعة تروخيلو خلال الفترة الممتدة مابين 100م إلى 800م، أثناء عصر التطورات الإقليمية في البيرو. إن كثيرًا من الباحثين يؤكدون أن الموتشي لم يكونوا منظمين سياسيًا بصفة دولة أو إمبراطورية متماسكة. فهم بالأحرى كانوا مَجموعة من النظم السياسية ذات حكم ذاتي و ثقافة مشتركة، كما تشهدعلى ذلك صناعة التماثيل الغنية والنصب التذكارية المعمارية التي توجد اليوم. فهم معروفون على وجه الخصوص بصناعة السيراميك المنقوش,أعمال الذهب والإنشاءات الأثرية (هواكاس (huacas)) ونظم الري. بالإمكان تقسيم تاريخ الموتشي إلى ثلاث فترات – ظهور ثقافة الموشي في موتشي المبكرة (100- 300 ميلادية)، توسعها وازدهارها خلال فترة موتشي الوسطى (300 - 600 ميلادية)، التنوير الحضاري والانهيار اللاحق في الموتشي المتأخرة (500 - 750 ميلادية).
وكان مجتمع الموشي يعتمد على الزراعة، مع قدر كبير من الاستثمار في بناء شبكة من قنوات الري المعقدة لتحويل مياه النهر لري محاصيلهم.كما كانت ثقافتهم المتطورة التي تضم أعمالهم الفنية المعبرعن حياتهم من مشاهد مفصلة للصيد كصيد السمك ومشاهد القتال والتضحية واللقاءات الجنسية والاحتفالات المتقنة.

يتركز المجال الثقافي للموشي حول وديان عديدة على الساحل الشمالي لبيرو في مناطق لا ليبراتاد ولامبايكييه وجيكويتبيكييه (Jequetepeque) تشيكاما وموتشي وفيرو وتشاو (Chao) سانتا ونيبانا (Nepena). ويُعد هواكا دي سول (Huaca del Sol)، وهو بناء هرمي من الطوب اللبن على روي موتشي (Rio Moche)، وهو البناء الأكبر في عصر ما قبل الكولومبي في البيرو. ومع ذلك، فقد دُمِر جزئيًا عندما قام الغزاة الإسبان بنبش مقابرها بحثًا عن الذهب.لكن لحسن الحظ ظلت هواكا دي لا لونا القريبة على حالها إلى حد كبير؛ فهي تحتوي على الكثير من الجداريات الملونة و التماثيل المعقدة. و تم ضمها في إطار الحفريات الأثرية منذ أوائل التسعينيات. كما تشمل مواقع موتشي الرئيسية على سيبان (Sipan) وبامبا جراند (Pampa Grande) ولوما نيجرا (Loma Negra) ودوس كابيرزاس (Dos Cabezas) وباكاتنامو (Pacatnamu) وسان جوز دي مورو (San Jose de Moro) البيروجو (El Brujo) وموكولوب (Mocollope) وسيرو مايال (Cerro Mayal) وغاليندو (Galindo) وهونتشاكو (Huanchaco) وباناماركا (Panamarca).

## الثقافة المادية

### المعالم السياحية
فخار الموشي جزء من الفخار الأكثر تنوعًا في العالم. استخدام تقنية القولبة الواضحة. وهذا ما أتاح الإنتاج الضخم لأشكال محددة. لكن السيراميك الموشي يتنوع عمومًا في الشكل والمضمون، مع توثيق للأنشطة الاجتماعية المهمة في صناعة الفخار، بما في ذلك الحرب والجنس والأعمال المعدنية والنسيج.
ويستخدم فن السيراميك البيروفي التقليدي على الساحل الشمالي لوحة ألوان رسم محدودة، معتمدة في المقام الأول على اللون الأحمر والأبيض: الرسم الدقيق والطين المقولب تمامًا والأشكال الواقعية والنوافير الركابية. ويُجسد سيراميك الموشي الذي نشأ بين عامي 150 - 800 ميلادية هذا النمط. وقد عُثِرَ على هذه الأواني الواقعية ليس فقط في المواقع الأثرية الكبرى في الساحل الشمالي، مثل هوكا دي لا لونا وسيبان، ولكن أيضًا في قرى صغيرة ومواقع دفن غير مسجلة كذلك.
ولأن الزراعة كانت مصدر الثروة وأساس الإمبراطورية، أكدت ثقافة الموشي على أهمية الجريان والتدفق. وللاستطراد بالتالي ركز شعب الموشي على مرور السوائل في أعمالهم الفنية، لا سيما سوائل الحياة من خلال الفوهات البشرية الضعيفة. وهناك عدد لا يُحصى من صور المحاربين المهزومين وهم يفقدون سوائل الحياة من أنوفهم أو الضحايا العجزة الذين انتزعت الطيور أو الخاطفون عيونَهم. وتوضح صور الأسرى عبيد الجنس بالفتحات الغائرة والسوائل المتسربة مدى التعرض المفرط والإذلال وفقد السلطة.
وغالبًا ما يكون تلوين فخار الموشي بسيطًا، بالكريم الأصفر والأحمر الغني ويُستخدم حصريًا تقريبًا على القطع الأثرية الخاصة بالنخبة، وباللون الأبيض والأسود حيث يُستخدم في القطع البسيطة فقط. وقد دُمرت معظم أبنيتهم الطينية بواسطة النهب والقوى الطبيعية على مدار 1300 عام الماضية، لكن هواكا ديل سول Huaca del Sol لا تزال باقية لتُظهِر أن تلوين جدارياتهم كان نابضًا بالحياة.

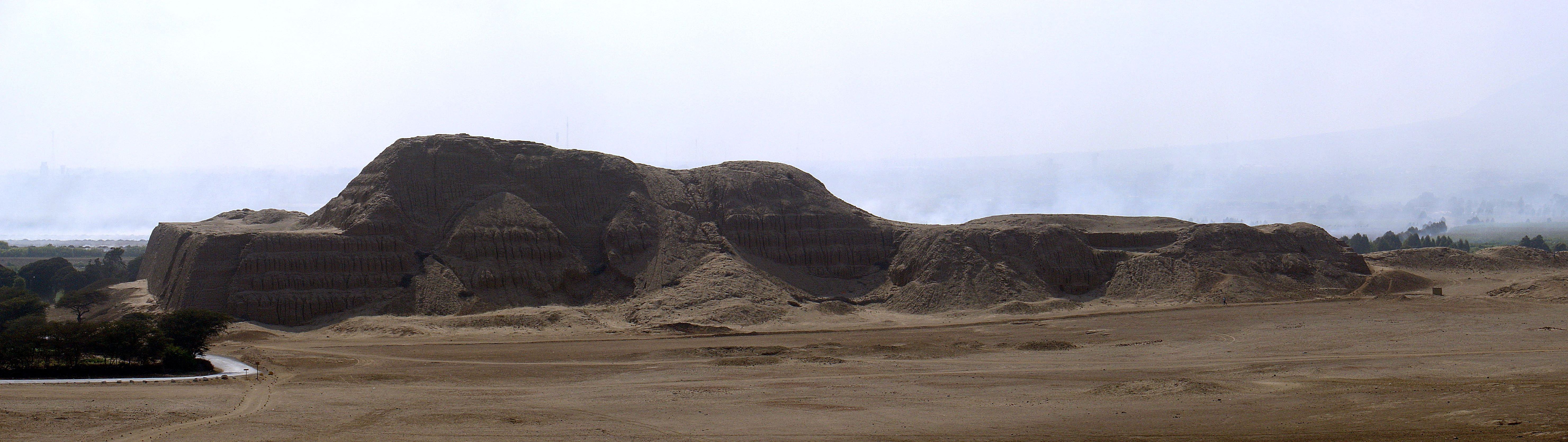
هواكا ديل سول (Huaca del Sol) (معبد الشمس) موتشيكا (Mochica) العاصمة السياسية، 4كم جنوب المدينة الحديثة تروخيللو

قد يكون التفصيل الواقعي في سيراميك الموشي قد ساعد في استخدامها كنماذج تعليمية. وقد تُمَرِر الأجيال الأكبر معارف عامة عن المعاملة بالمثل وتجسدها للأجيال الشابة عن طريق هذا التصوير. ويمكن أن تُعلم أواني الجنس عن الإنجاب والمتعة الجنسية والقواعد الاجتماعية والثقافية، كنوع من الخلود، ونقل للحياة والنفوس والتحول والعلاقة بين وجهتي النظر الدورية للطبيعة والحياة.
ولقد نسج الموشي معظم الأقمشة من الصوف من فيكونيا (vicuña) والألبكة (alpaca). ومع ندرة النماذج الباقية، فهناك تقاليد نسيجية قوية لدى أحفاد شعب الموشي.

Moche Pottery and Textiles
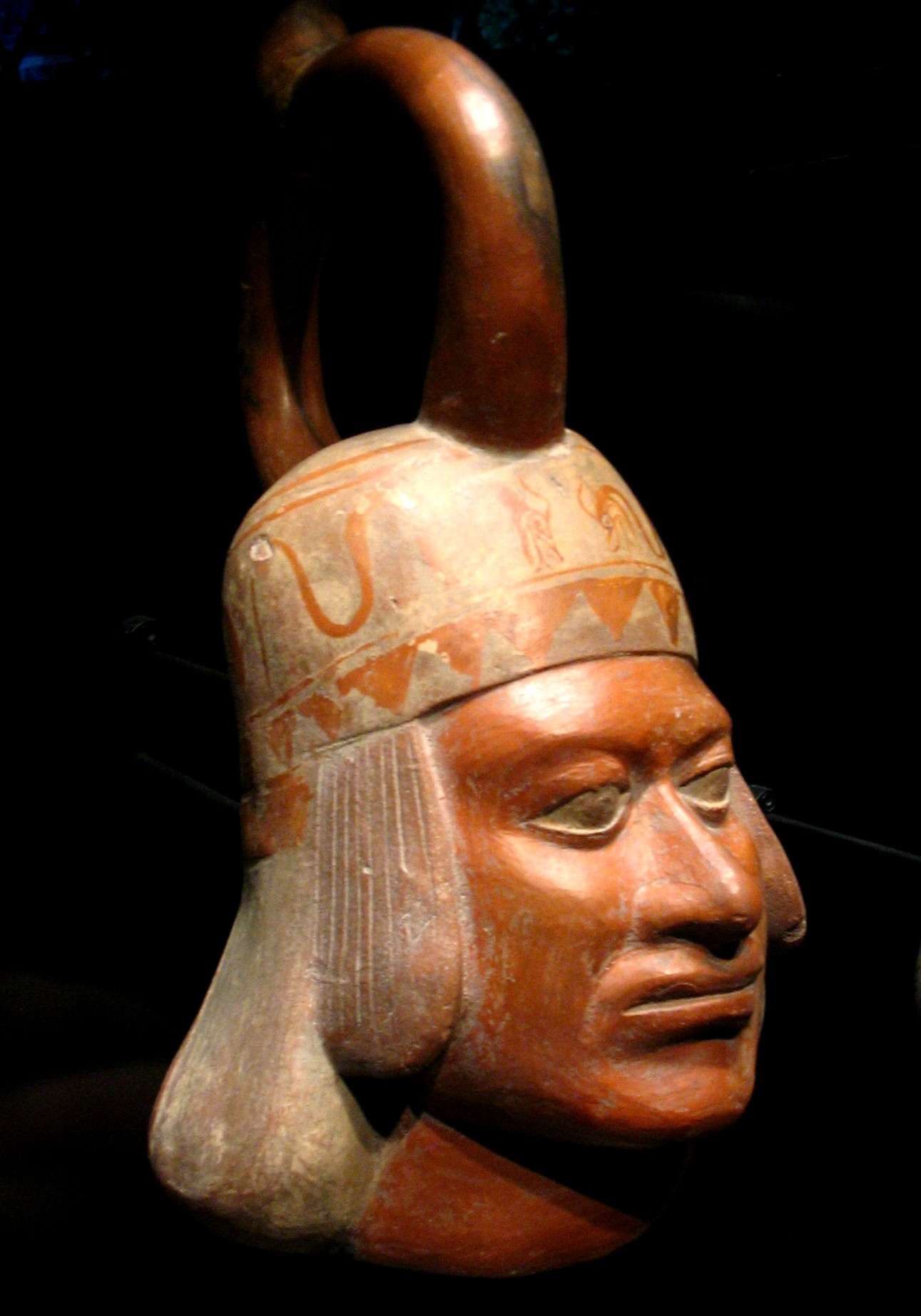
صورة وعاء موشي، متحف دو كاي برانلي (Musée du Quai Branly)، باريس (Paris)
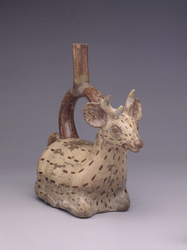
غزال في وضع الراحة، حضارة موشي، في مجموعة متحف لاركو
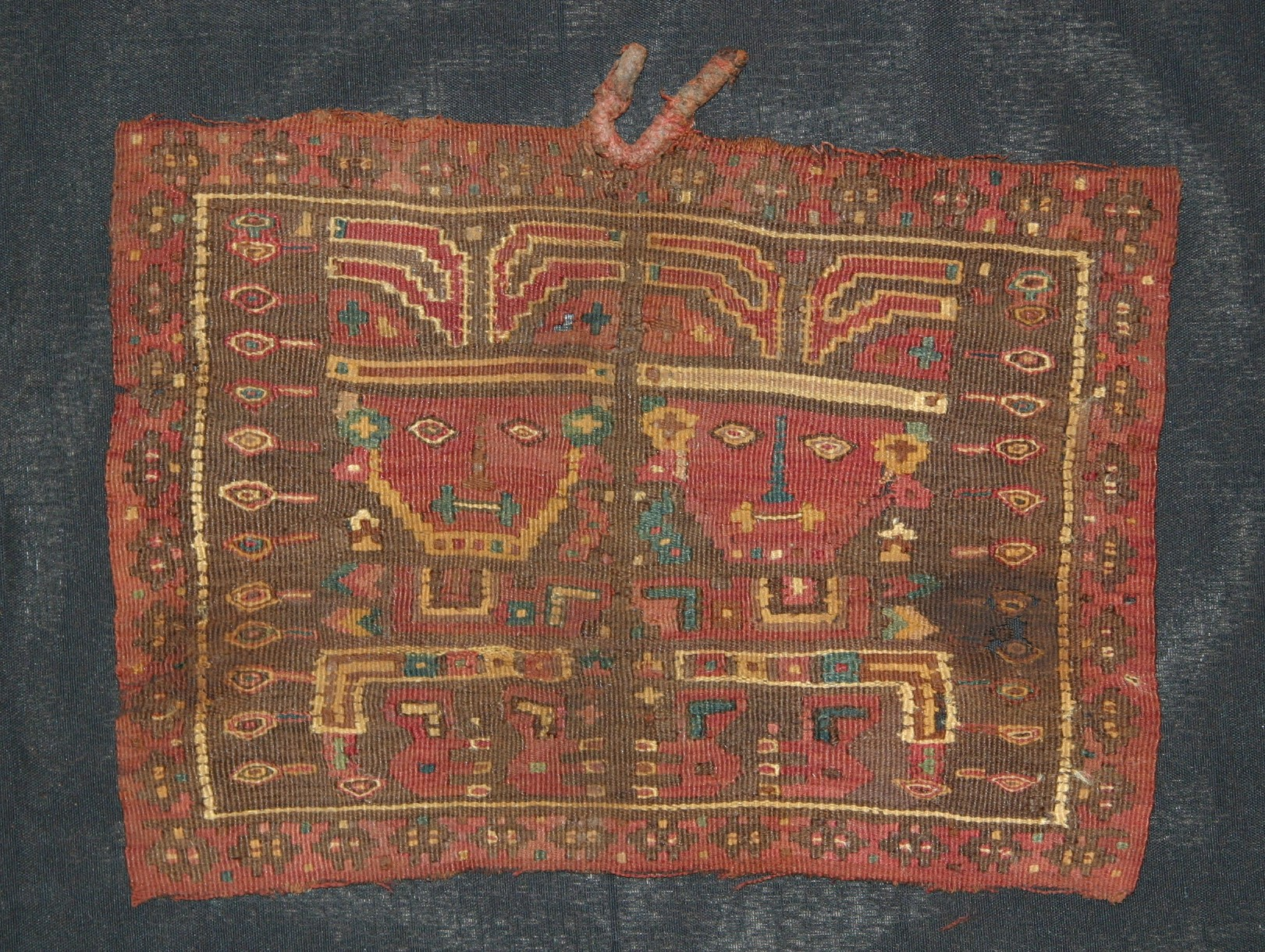
نسيج مزدان بالصور، مجموعة متحف لاركو
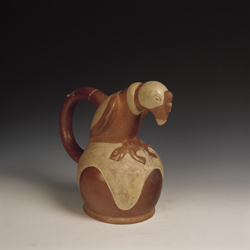
كوندور (Condor)، 300 سنة قبل الميلادمجموعة متحف لاركو ليما (Lima)، بيرو.
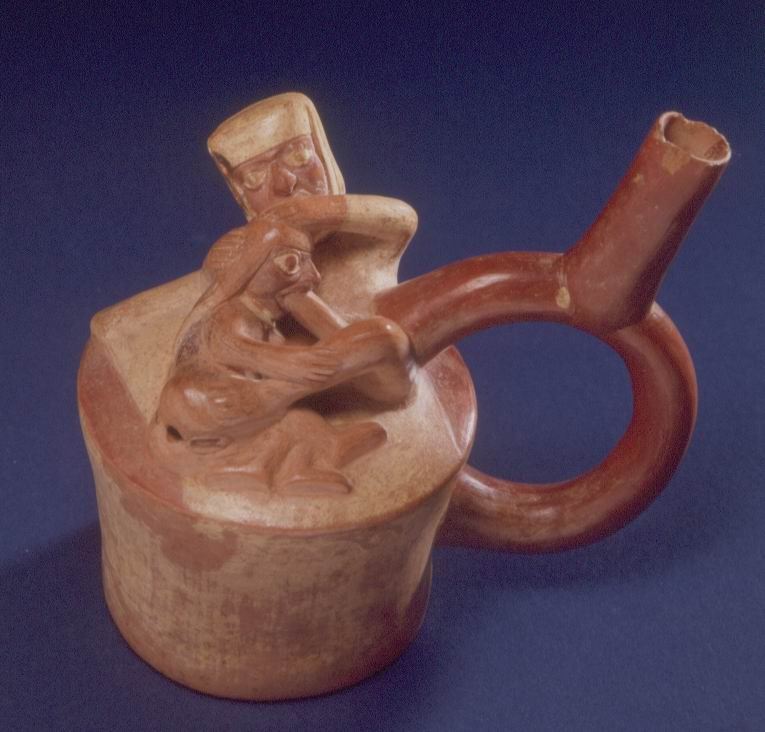
تصوير سيراميك موشي يصف فيلاتيو. 300 سنة قبل الميلاد مجموعة متحف لاركو
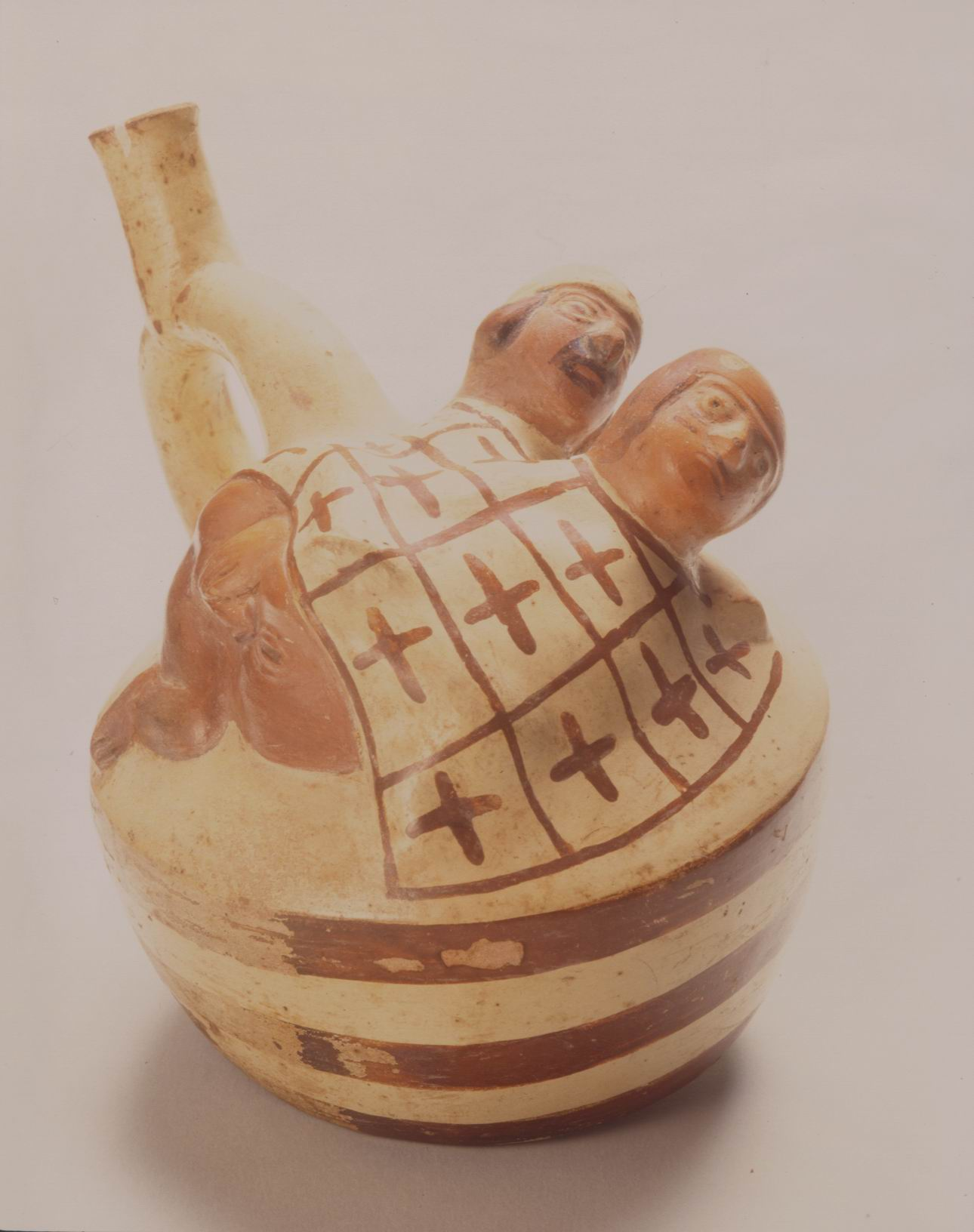
فن موشي الجنسي

## الديانة

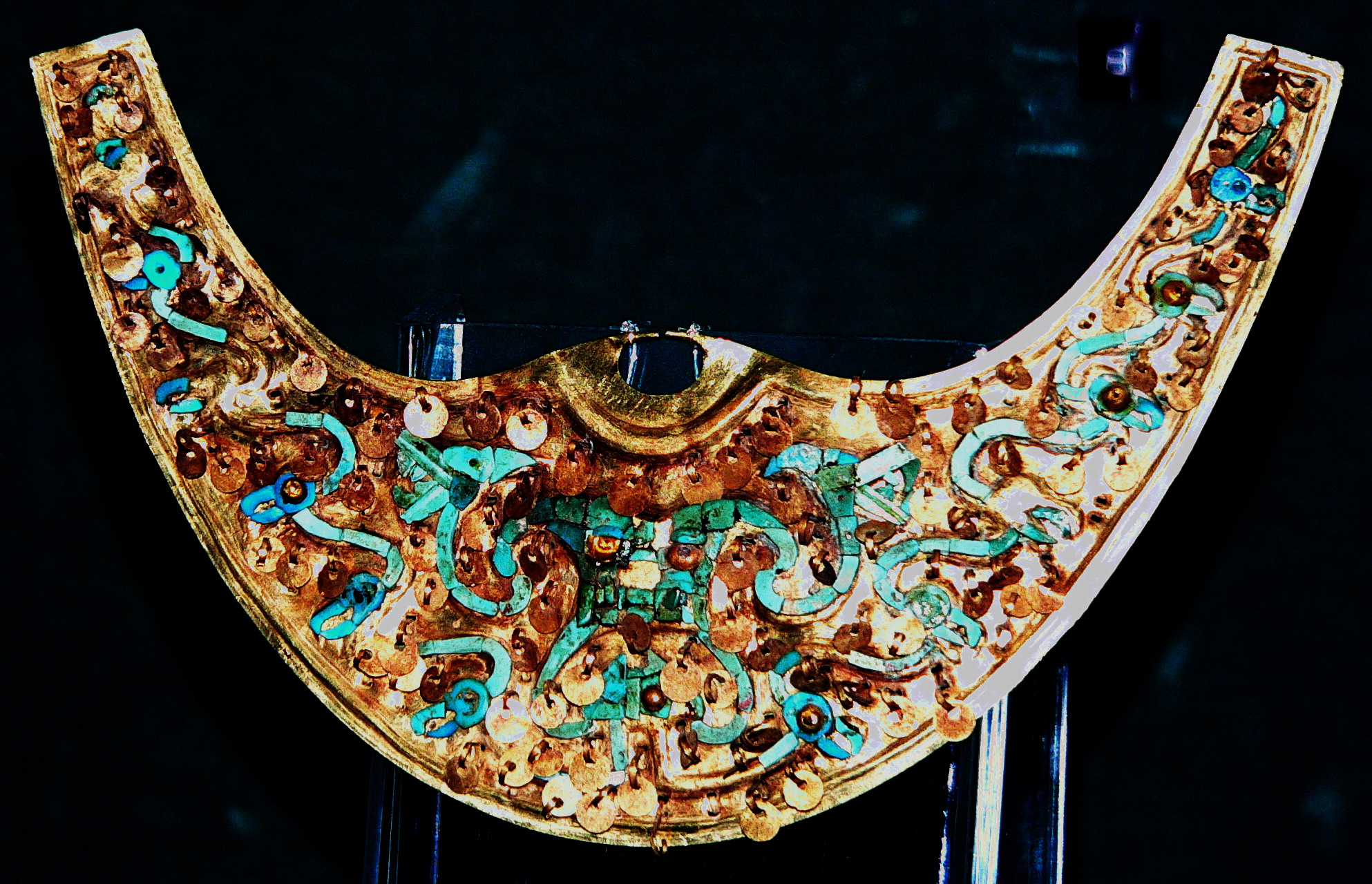
موشيناريجويرا تصور آلة فصل الرأس (أيابيك (Ayapec)أي أبيك)، الذهب مع الفيروز وتطعيم كريزيكولا (chrysocolla). متحف أورو ديل بيرو (Oro del Peru)، ليما

يبدو أن كلاً من صناعة التماثيل والهياكل العظمية البشرية في سياقات الطقوس تشير إلى أن التضحية البشرية لعبت دورًا هامًا في ممارسات الموشي الدينية وتظهر هذه الطقوس أن النخبة يشاركون كجهات فاعلة رئيسية في مشهد المشاركين بالملابس والإعدادات الضخمة وربما طقوس استهلاك الدم في حين أن بعض الباحثين، مثل كريستوفر ب. دونان (Christopher B. Donnan) وايزومي شيمادا (Izumi Shimada) يقولون أن الضحايا المفدى بهم هم الخاسرون في المعارك الشعائرية بين النخبة المحلية، ويشير آخرون مثل جون فيرانو (John Verano) وريتشارد سوتر (Richard Sutter) إلى أن الضحايا المُفدى بهم من المحاربين المأسورين في المعارك الإقليمية بين موشي ومجتمعات أخرى قريبة. وقد وجدت الحفريات في الساحات بالقرب من موشي هواكاس مجموعات من الناس المُضحى بهم معًا وهياكل عظمية لشباب قد ألحق بهم مجرد عمدًا للاستخدام في عروض المعبد.
وربما اعتقل الموشي الضحايا وعذبوهم لأسابيع عدة قبل التضحية بهم، بقصد سفك الدم عمدًا. ويعتقد فيرانو (Verano) أن بعض أجزاء الضحية ربما أُكلت كذلك في أكل لحوم البشر الشعائرية. وربما ارتبطت التضحيات بطقوس تجديد الأسلاف والخصوبة الزراعية. تتميز صناعة التماثيل الموشية بما يُطلِق عليه العلماء اسم «آلة فصل الرأس» أو أي أبيك؛ ويظهر في كثير من الأحيان كعنكبوت، لكن أحيانا كمخلوق مجنح أو وحش بحري: وترمز الأشكال الثلاثة معًا للأرض والماء والهواء. وعند تضمين الجسم، يظهر عادة الشكل بذراع يمسك بسكين واليد الأخرى تمسك رأسًا مقطوعًا من شعرها؛ كما يظهر أيضًا على هيئة «شكل بشري بفم نمر وأنياب مزمجرة». ويُعتقد أن «آلة فصل الرأس» قد حظيت باهتمام المشاركين في المعتقدات المحيطة بممارسة التضحية.

## الانهيار

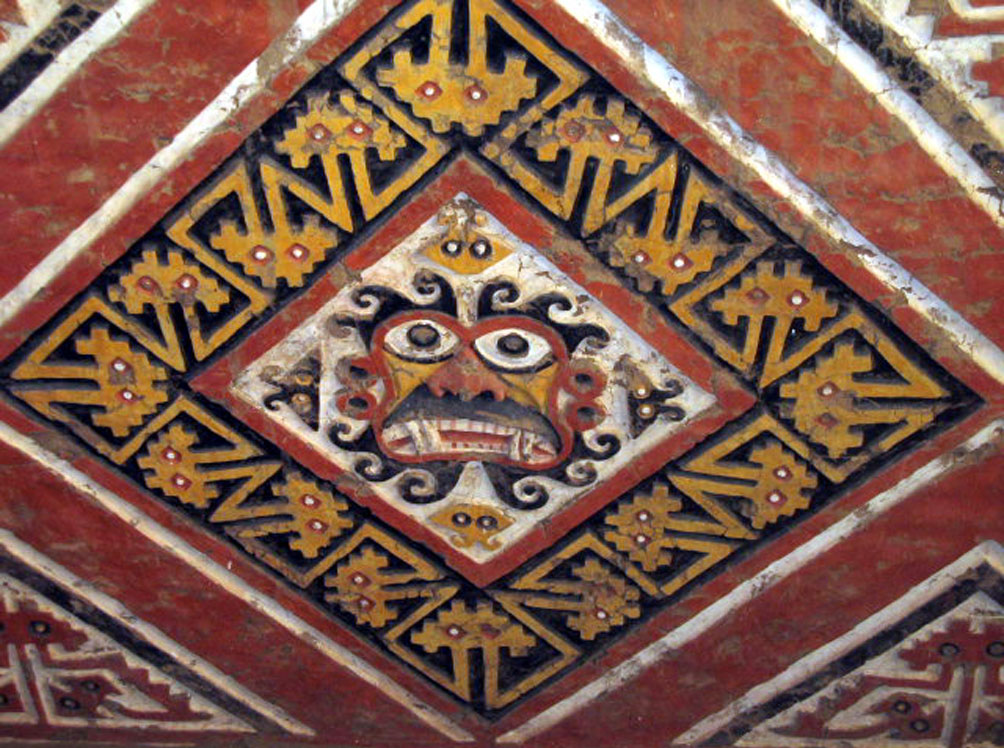
"قاطع الرؤوس" موشي (أيابيك، أي أيبيك) لوحة جدارية في هواكا دي لا لونا

هناك العديد من النظريات حول ما تسبب في سقوط الهيكل السياسي لموشي. وقد أكد بعض العلماء على دور التغير البيئي. وتكشف دراسات عينات باطن الجليد المحفورة الأنهار الجليدية في جبال الأنديز (Andes) الأحداث المناخية بين 536 إلى 594 ميلادية، وربما النينو (El Niño)، والذي نتج عن 30 عاما من الأمطار الشديدة والفيضانات والتي تلتها 30 عاما من الجفاف، كجزء من آثار التغيرات المناخية في 535 - 536. وقد عوقت أحداث الطقس تلك من طريقة الموشي في الحياة وبددت ثقتهم في دينهم، والذي كان يعدهم بطقس مستقر خلال التضحيات.
ولكن في الآونة الأخيرة ظهرت أدلة تثبت أن هذه الأحداث لم تتسبب في انهيار الموشي النهائي. حيث نجت نظم الموشي السياسية واستمرت إلى ما بعد عام 650 ميلادية في وادي جيقويتيبيك (Jequetepeque) ووديان موشي. فعلى سبيل المثال، في وادي جيقويتبيك، تميزت المستوطنات في وقت لاحق بالتحصينات والأعمال الدفاعية. وفي حين لا يوجد دليل على غزو خارجي، كما أشار كثير من الباحثين في الماضي (أي أري الغزو) تشير الأعمال الدفاعية إلى الاضطراب الاجتماعي، والتي ربما وقعت نتيجة للتغيرات المناخية، حيث حاربت الفصائل على نحو متزايد من أجل السيطرة على الموارد الشحيحة.

## الروابط مع الثقافات الأخرى

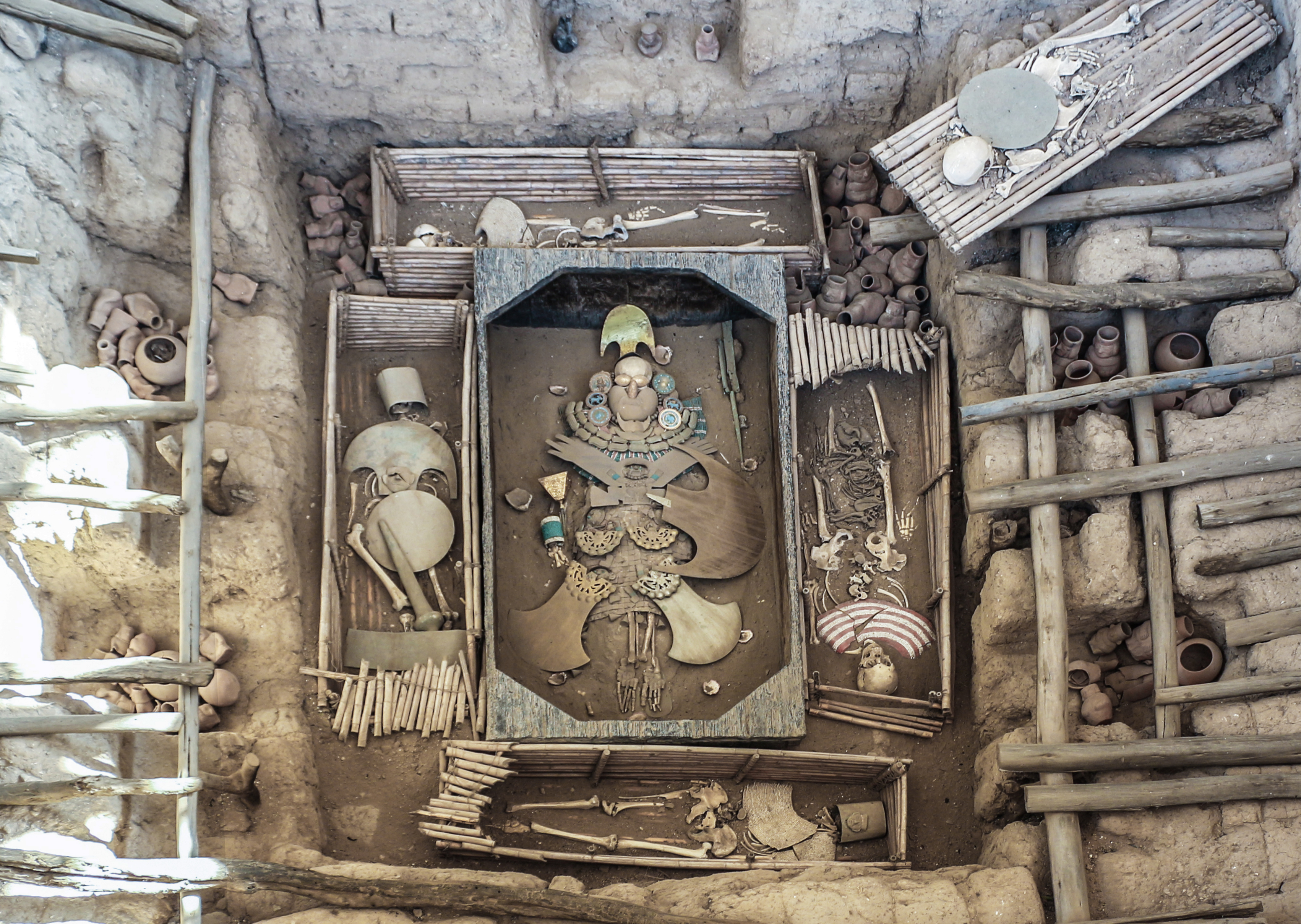
لورد أوف سيبان، المتحف الملكي لمقابر سيبان، لامبايكي (Lambayeque)، بيرو

حسب التسلسل الزمني، كان الموشي الفترة الوسيطة الأولى الثقافة، التي سبقها أفق تشافين ونجحت بواسطة الاري وتشيمو. تعايش الموشي مع ثقافة الأيكا-نازكا (Ica-Nazca) في الجنوب. ويُعتقد أنه كان لديهم بعض الاتصال المحدود مع الأيكا-نازكا لأنهم نَقًبوا الغوانا (guano) لإنتاج الأسمدة وربما تاجروا مع الشماليين. وعثر على الفخار الموشي بالقرب من أيكا (Ica)، لكن لم يُعْثَر على أي فخار خاص بأيكا-نازكا (Ica-Nazca) في أراضي الموشي. وتعايشت كذلك ثقافة موشي الساحلية (أو تداخلت في ذلك الوقت) مع الثقافة التي سبقتها قليلاً ريكواي في المرتفعات. ويمكن إرجاع بعض زخارف الموشي التصويرية إلى عناصر تصميم ريكواي.

## اكتشافات القرن الواحد والعشرين

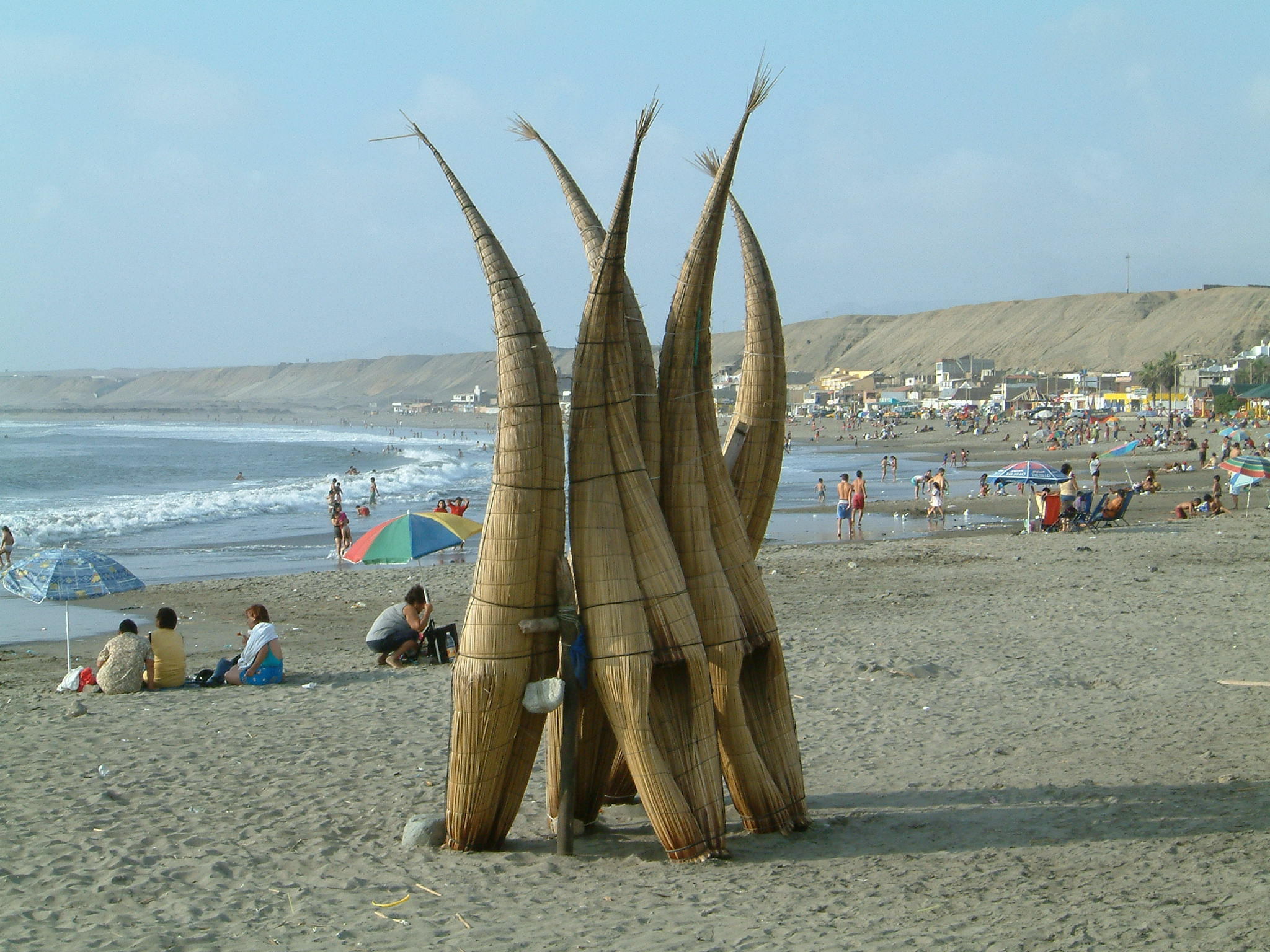
كابليتوا دي توتورا (Caballito de totora) في الشاطئ البيروفي هوانتشاكوا (Huanchac).

وفي عام 2005 اكتشفت جثة امرأة محنطة من موشي في هواكا تساو فيجو (Huaca Cao Viejo)، جزء من إل بروجو (El Brujo) الموقع الأثري في ضواحي تريخيللو، بيرو الحالية. وهذه هي أفضل مومياء من الموشي محفوظة عُثر عليها حتى الآن والقبر المتقن الذي يأويها ليس له مثيل. ويعتقد علماء الآثار الباحثين في هذا الموقع أن هذه المقبرة لم تمس منذ عام 450 ميلادية تقريبًا. ويشتمل القبر أيضًا على مختلف الأعمال الفنية العسكرية والزخرفية، بما في ذلك نوادي الحرب ورماة الرمح. وقد وجدت امرأة شابة مخنوقة، على الأرجح خادمة في قبر مع مومياء لامرأة من المحتمل أنها من النخبة. وأعلن علماء الآثار من بيرو والولايات المتحدة عن أخبار اكتشاف بالتعاون مع ناشيونال جيوغرافيك (National Geographic) في مايو 2006.
وفي عام 2006 ظهرت قطعة أثرية قد تكون الأفخم افي ما اكتشف في أي وقت مضى: آلهة، بلوالب جميلة تشع منها الأحجار المرصعة. ويعتقد الخبراء أن القطعة الأثرية ربما تكون قد نُهِبت من مقبرة للنخبة في موقع الموشي لا مينا (La Mina) في أواخر الثمانينيات؛ وقد عادت الآن إلى بيرو.

## كتابات أخرى
- Schmid, Martin, Die Mochica an der Norküste Perus. Religion und Kunst einer vorinkaischen andinen Hochkultur. Hamburg, 2008

## وصلات خارجية
- "A Peruvian Woman Warrior of A.D. 450" New York Times, 17 May 2006, by John Noble Wilford
- BBC:"The Lost Civilization of Peru" Includes bibliography.
- Gallery of Moche erotic pottery at the Larco Museum نسخة محفوظة 8 يوليو 2006 على موقع واي باك مشين.
- Grim rites of the Moche
- Linked National University of Trujillo, IBM, National Geographic & press reports on El Brujo Archaeological project
- Sun and Moon Huacas Official Project information  نسخة محفوظة 26 نوفمبر 2012 على موقع واي باك مشين.
- Temples Of Doom - human sacrifice, Discover, March 1999 by Heather Pringle
- "Sacrificial Practices and Blood Rituals Among the Moche People of Ancient Peru" by Francesco Sammarco
- Moche pottery and the practice of war على يوتيوبHorniman Museum video on YouTube channel
- The Moche of Ancient Peru: Media and Messages by Jeffrey Quilter. Peabody Museum Press 2011.